# Etničke grupe u Pakistanu
Etničke grupe Pakistana (oko 380 naroda); UN Country Population (2007.), 163,902.000
- Urdu, etničke grupe
- Afganci Pawinda	4100
- Agaria, muslimani	1100
- Ager	6700
- Ahmadi	76.000
- Anglo	9700
- Ansari	4,007.000
- Arapi	161.000
- Arain, muslimani 9,460.000
- Arghun	500
- Arora, hindusi, muslimani; sikhi 300
- Atishbaz 800
- Attar	500
- Awan, kršćani; muslimani, 4,656.000
- Babar	40
- Badhai, hindusi, 6700; muslimani, 69.000
- Badhi,
- Bafinda	108.000
- Bagdi, muslimani	800
- Bagdi, Wagdi	90
- Baghban, muslimani	217.000
- Bahelia, muslimani	900
- Bahna	152.000
- Bairagi, muslimani	2500
- Bajgar	70
- Bakhri	70
- Bakkarwal	6,900
- Balai, hindusi	100
- Balasantoshi
- Baludži, Istočni 6,796.000
- Bangali, muslimani
- Bania, Agarwal	200
- Bania, Jaiswal
- Bania, muslimani
- Bania,	16,000
- Bania, Ulro
- Banjara, muslimani	80.000
- Bansphor	200
- Barad, muslimani	8000
- Baria, hindusi, 3100; muslimani, 100
- Barwala, hindusi, 700; Barwala, muslimani	474.000
- Bashgali	14.000
- Bashkar	143.000
- Batwal, muslimani	200
- Bawa Dhed	600
- Bawaria, hindusi, 500; muslimani, 20.000
- Bazigar, hindusi, 50; muslimani, 4400
- Bedar 200; budisti	200; hindusi, 1200; muslimani, 1200
- Bedia, muslimani	400
- Behlim
- Beldar, muslimani	200
- Bhabra, hindusi, 300; muslimani, 500
- Bhand, muslimani	3200
- Bhangi, hindusi, 9000; muslimani, 67.000
- Bhansala	1700
- Bharbhunja, muslimani	4,100
- Bhat, hindusi, 12.000; Bhat, muslimani	72.000
- Bhathiara, muslimani, 138.000
- Bhatia, hindusi;  muslimani, 700
- Bhil	376.000
- Bhirai	300
- Bhisti	55.000
- Bhoi, muslimani	400
- Bhotia, Baltistani	1200
- Bhut	100
- Biar, muslimani	900
- Bisati	300
- Bishnoi	41.000
- Bodh	300
- Bodla	15.000
- Bohra	1600
- Brahui, Kur Galli	2,100.000
- Britanci	48.000
- Broq-Pa	3700
- Budhan, muslimani	20.000
- Burara	100
- Chamar	8500
- Chamar, muslimani, 191.000; sikhi, 900
- Champa	100
- Changar 295.000
- Charan, hindusi, 200; muslimani, 700
- Chhimba, hindusi	80; muslimani, 395.000
- Chhipa, muslimani	4300
- Chitrali	15.000
- Chuhra	1,148.000
- Chungar	100
- Dabgar, muslimani	1100
- Dagi, muslimani	100
- Dahur 5700; muslimani, 5200
- Dangarik	9300
- Dangi
- Daroga, muslimani	2100
- Darzada	119.000
- Darzi, hindusi, 900; muslimani, 334.000
- Daudpotra, muslimani	93.000
- Dehwar	54.000
- Deshwali, muslimani
- Dhangar	13.000
- Dharhi, muslimani	4600
- Dhobi 3100; muslimani, 1,041.000
- Dhodia	5900
- Dholi, muslimani	300
- Dhund	572.000
- Dom, hindusi	100; muslimani, 7000
- Domal	27.000
- Dubla	200
- Faqir	62.000
- Francuzi 3700
- Gabare	6900
- Gadaria, muslimani	70
- Gaddi	34.000
- Gadra	41.000
- Gakkhar	47.000
- Galleban	70
- Gamit	3000
- Gandhi, muslimani	200
- Gara	400
- Gardi, muslimani	1600
- Ghallu	100
- Ghanchi, hindusi	1400
- Ghosi, muslimani	24.000
- Ghulam	17.000
- Gidhiya, muslimani	40
- Gidri	100
- Gokha	30
- Goriya, muslimani	1500
- Gujar	600
- Gujjars	2,257.000
- Gujuri Radžastanci	4,159.000
- Hajam	1,827.000
- Halwai, muslimani	18.000
- Harni	12.000
- Hazara	39.000
- Iranci	19.000
- Jangam, muslimani	200
- Jat, hindusi, 91.000; muslimani, 29,307.000; sikhi, 5000
- Jatt, hindusi, 200; muslimani, 554.000
- Jhandir	80
- Jhinwar, hindusi, 1800; muslimani, 650.000; sikhi, 40
- Jhojha 300; muslimani
- Jogi, hindusi; muslimani
- Kachhia 500; Kachhia, hindusi, 400
- Kahar 100; muslimani, 114.000
- Kaibartta	1.400
- Kajla	70
- Kakuana	70
- Kalal, muslimani	13.000
- Kalwar, muslimani	6100
- Kamboh, hindusi, 600; muslimani, 765.000; sikhi, 200
- Kanchan	9800
- Kanera	53.000
- Kanjar, muslimani	7800
- Karal	200; muslimani, 178.000
- Kasar	100
- Kašmirci	1,061.000
- Katia
- Kayastha	30
- Kazahi
- Kharva, hindusi	1200
- Khaskeli	100
- Khati
- Khatik, muslimani	1600
- Khatri, hindusi, 5,800; muslimani, 998.000; sikhi, 100
- Khattar	82.000
- Kho	8700
- Khohanra	50
- Khoja	770.000
- Khosha	100
- Khumra, muslimani	2000
- Khusra
- Koiri, muslimani	300
- Koli	37.000
- Koli Mahadev	16.000
- Koli iz Sinda, 21.000; muslimani, 24.000
- Koli, muslimani	67.000
- Kumangar	1400
- Kumhar	7100; muslimani, 3,134.000
- Kumhiar, muslimani	49.000
- Kunbi	12.000
- Kunjra	28.000
- Kutana	500
- Labana, hindusi; muslimani, 12.000
- Lakhera	100
- Lama
- Lassi	168.000
- Lodha, muslimani	800
- Lohana	30
- Lohar	2400; muslimani, 1,770.000
- Lori	51.000
- Machhi, muslimani	2,088.000
- Madari	43.000
- Mahar, hindusi, 11.000; muslimani, 30
- Mahishya	5100
- Mahratta	4700
- Mahratta Kunbi	16.000
- Mahratta, muslimani
- Mahtam, hindusi, 1200; muslimani, 236.000; Sikh, 60
- Mahyavanshi	5400
- Makh	100
- Makhmi	33.000
- Makrani, muslimani	66.000
- Mali	900; muslimani, 68.000
- Maliar	676.000
- Mallah	343.000
- Mallik, muslimani	11.000
- Mangrik	29.000
- Manihar	58.000
- Marija 200; muslimani, 1400
- Matang	200
- Mazhabi	80
- Med	21.000
- Megh, hindusi, 42.000; muslimani, 45.000
- Memon	113.000
- Meo	420.000
- Merat, muslimani	72.000
- Mina	200
- Mirasi 1,544.000; muslimani, 120.000
- Mirzakhani	200
- Mochi 3,070.000; muslimani, 150.000
- Moghal	1,043.000
- Mohajir muslimani	314.000
- Momna	1300
- Mon iz Kašmira	500
- Murao, muslimani	41.000
- Mussali	2,250.000
- Nai
- Nakib	84.000
- Namasudra, hindusi	500
- Nanbai	11.000
- Narisati	3300
- Nat 16.000; muslimani, 7200
- Nilabi	700
- Nungar	15.000
- Pakhiwara	32.000
- Pardhi	100
- Parsee	5700
- Paštunci, Sjeverni	21,793.000
- Patelia	1000
- Patwa	2000
- Pawaria, muslimani	1500
- Perna	8300
- Pherera	1400
- Pindara	8100
- Pinjara	155.000
- Pod	1600
- Pujari	700
- Purig-Pa
- Qalaigar	30
- Qalandar	100
- Qarol	70
- Qassab	931.000
- Rabari, muslimani	7200
- Rajbangsi	2200
- Radžputi	13.000; muslimani, 15,012.000; sikhi, 100
- Ramdasia 2500; muslimani, 4500; Sikh, 60
- Rangrez, muslimani	58.000
- Rathawa	4200
- Ravalia	1400
- Rawal, muslimani	9800
- Rigzong	700
- Romi	16.000
- Saini, hindusi, 400; muslimani, 1500; Sikh
- Sangtarash	11.000
- Sansi Bhil	5200
- Sansi, hindusi	1000
- Santia, muslimani	1300
- Sapiada	70
- Saryara, muslimani
- Saun	80
- Sayyid	5,866.000
- Shaikh	10,850.000
- Shin (Šina)	16.000
- Shorgar, muslimani	200; hindusi, 80
- Sikligar	2100
- Silawat, muslimani	80
- Sindhi Khaikheli	358.000
- Sindhi Mohana	486.000
- Sindhi muslimani	68.000
- Sindhi Sama	2,003.000
- Sindhi Samon	149.000
- Sindhi Sumra	178.000
- Sonar	10.000; muslimani, 297.000; sikhi
- Sorozai	58.000
- Sudhan	268.000
- Sunri, hindusi	400
- Taga	6400
- Talabda	60
- Talavia	100
- Tamboli, muslimani	200; hindusi, 400
- Tanaoli	571.000
- Tanti, hindusi	300
- Tarakhehas	7100
- Tarkhan hindusi, 1300; muslimani, 2,526.000; sikhi, 500
- Tawaif, muslimani	5100
- Teli, 400; muslimani	2,402.000
- Thakkar	4800
- Thathera, muslimani	1200
- Thori, 300; muslimani	2700
- Tibetanci	4100
- Tili, hindusi	700
- Tirgar, muslimani
- Toba	1300
- Turi	3700
- Ulema, muslimani	215.000
- Vaddar, hindusi, 5800; muslimani, 98.000
- Vaghri, hindusi, 6300; muslimani, 7000
- Varli	3600
- Viswakarma	200
- Wagha	70
- Waiha	70
- Wattal, muslimani	1000
- Yadava, 7300; muslimani	18,000
- Yashkun	99.000
- Yidghal (Yidghah)	7000
- Zamral
- Zargar, muslimani	5500
- Židovi

## Vanjske poveznice
- Pakistan